# Casa al carrer Barcelona, 28 (Granollers)
La Casa al carrer Barcelona, 28 és una obra renaixentista de Granollers (Vallès Oriental) protegida com a Bé Cultural d'Interès Local.

## Descripció
Casa entre mitgera amb dues façanes, una que dona al carrer Barcelona i l'altra al carrer Museum. Té tres plantes i la coberta a dues vessants amb capcer al carrer Museum.
Amb façanes planes, la principal és de composició simètrica descentrada; cantonada amb carreus i la resta arrebossada.
Portal d'entrada d'arc rebaixat. Al primer pis, finestra rectangular amb guardapols de perfil sinuós, sostingut per carotes, amb la data 1554; una altra de senzilla amb la llinda adovellada de petits maons. La font, al carrer Museum, que incorporada a l'edifici.

## Història
El segle xvi ha estat qualificat com del segle d'or de la ciutat amb uns grans excedents econòmics, producte de la gran activitat que visqué la vila al caliu del seu mercat, centre d'intercanvi comarcal. La ciutat creix i el nucli emmurallat medieval es fa insuficient. En aquest segle pren volada la primera expansió fora muralles, de forma lineal, seguint el ral, formant els ravals del carrer Barcelona estava situat molt a prop de les muralles.